# Sonja Larsson
Sonja Ingrid Birgitta Larsson, född 13 februari 1955, är en svensk målare.
Sonja Larsson utbildade sig på Kungliga Konsthögskolan i Stockholm 1980-85. Hon fick 2006 Sven-Harrys Konststiftelses stipendium och långtidsstipendium från Konstnärsnämnden år 2007.
Sonja Larsson är ledamot i Konstakademien sedan 2010.

## Offentliga verk i urval
- Målning på akrylglas utan titel, residenset, Sveriges ambassad i Santiago de Chile, 2006
- Stjärnväv, fem målningar på akrylglas, Äldreboendet Kattrumpstullen, Roslagstullsbacken 5, i Stockholm